# Yang Xinfang
Yang Xinfang (en chino: 杨新芳) es una deportista china que compitió en bádminton, en la modalidad de dobles mixto. Ganó dos medallas de bronce en el Campeonato Mundial de Bádminton, en los años 1987 y 1989.

## Palmarés internacional
| Campeonato Mundial | Campeonato Mundial  | Campeonato Mundial | Campeonato Mundial |
| Año                | Lugar               | Medalla            | Prueba             |
| ------------------ | ------------------- | ------------------ | ------------------ |
| 1987               | Pekín (China)       | Medalla de bronce  | Dobles mixto       |
| 1989               | Yakarta (Indonesia) | Medalla de bronce  | Dobles mixto       |